# Henry Stanley Plummer

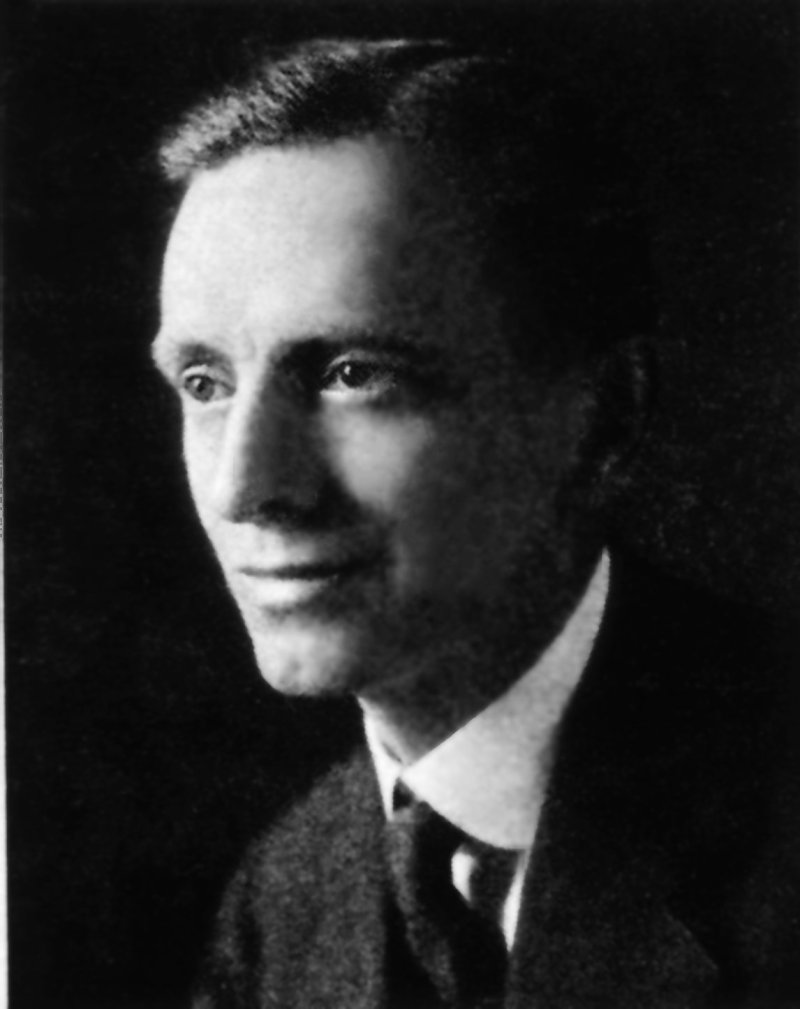

Henry Stanley Plummer, född 3 mars 1874, död 31 december 1936, amerikansk invärtesläkare och endokrinolog.
Han tog sin läkarexamen vid North-Western University 1898 och praktiserade därefter en tid hos sin far i Racine, Minnesota innan han anslöt sig till Mayokliniken 1901. Han blev chef över en av avdelningarna vid kliniken och även professor vid Medical School of Minnesota.
Han har givit namn åt Plummers behandling, Plummers adenoma, Plummers sjukdom, Plummers nagel, Plummers tecken och Plummer-Vinsons syndrom (tillsammans med Porter Paisley Vinson).